# Eremella induta
Eremella induta är en kvalsterart som beskrevs av Berlese 1913. Eremella induta ingår i släktet Eremella och familjen Eremellidae. Inga underarter finns listade i Catalogue of Life.